# Giełda Papierów Wartościowych w Johannesburgu
Johannesburg Securities Exchange (w skrócie JSE) – giełda papierów wartościowych w Południowej Afryce; zlokalizowana w mieście Sandton. Giełda powstała w 1887 r. Jest największą giełdą papierów wartościowych w Afryce.